# Планетарий султана Искандара
Планетарий султана Искандара (малайск. Planetarium Sultan Iskandar) — научный музей, планетарий, расположенный в Кучинге провинции Саравак (Малайзия). Первый планетарий, построенный в Малайзии.

## История и описание

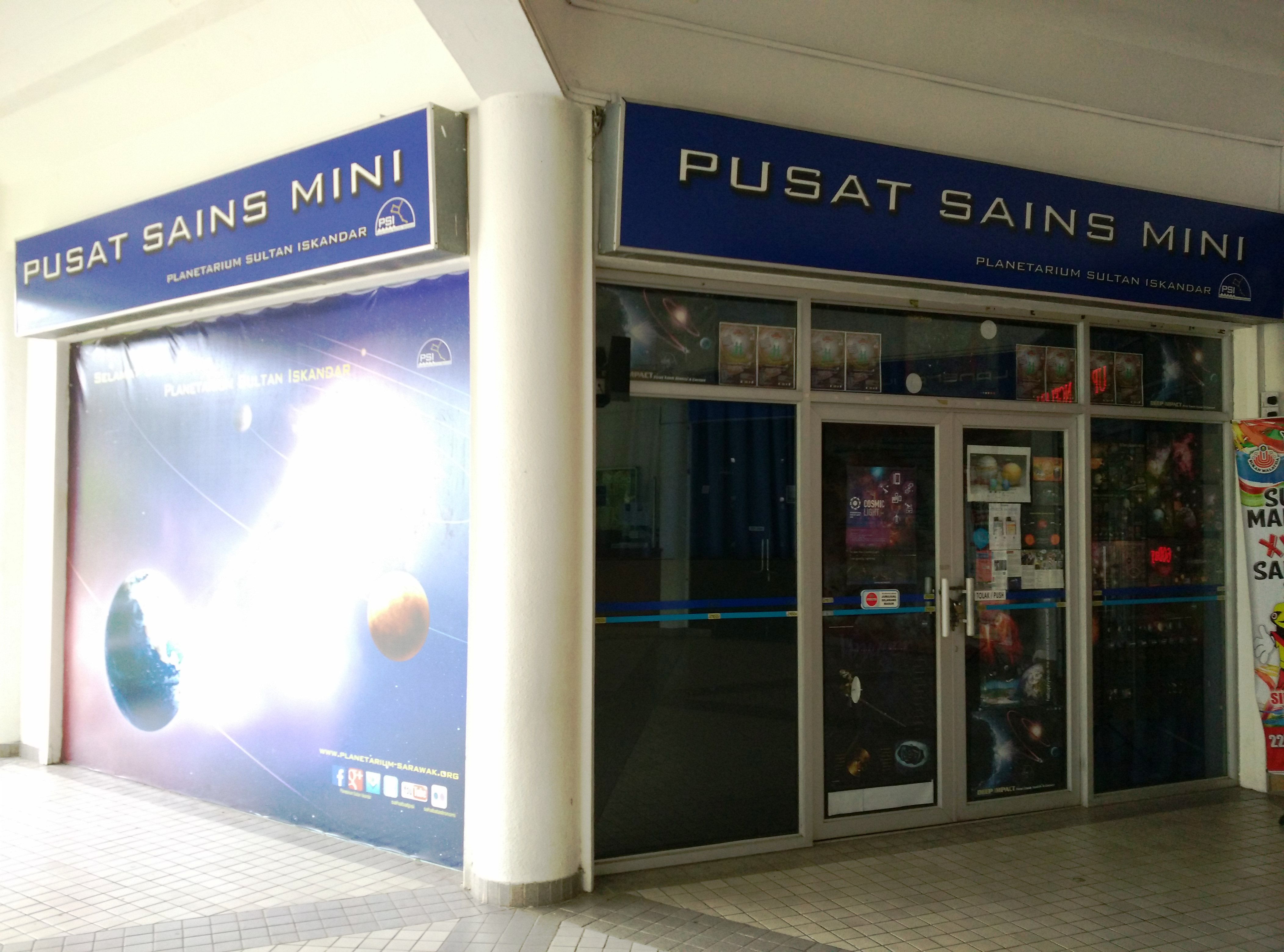
Научный центр планетария

Планетарий стоимостью 3 млн RM был построен вместе с общественным центром Кучинга стоимостью 30 млн RM. 19 января 1989 года его возглавил султан Искандар из Джохора, который тогда был Янгом ди-Пертуаном Агонгом Малайзии, . Планетарий открылся для публики 1 марта 1989 года. Он рассчитан на 172 места, оборудован белым куполом диаметром 15 м, четырьмя проекторами и осветительными приборами. В планетарии используется немецкий проектор Carl Zeiss M1015, который может показывать 5 тысяч звезд, луну и несколько спецэффектов. Основная цель планетария — показывать образовательные видео по астрономии и знакомить посетителей с космосом. Первым шоу, показанным в планетарии, был документальный фильм о Луне, снятый профессором Национального университета Малайзии. Первым куратором планетария был немецкий астроном Адольф Кунерт. Среди программ, организованных планетарием, есть программы по космической науке во время школьных каникул, наблюдение за солнечным затмением в Сабахе, лагеря, астровикторина, день астрономии, выставки и выездные презентации. Планетарий также предлагает программы отраслевой подготовки для студентов, изучающих информационные технологии, науку и общественные науки. Закрыт в 2020 году так же как Общественный центр Кучинга. Пока не ясно, будет ли он открыт.